# Zastava Rival
Zastava Rival — малотоннажный автомобиль, выпускаемый в Сербии с 1981 по 2008 год по лицензии Iveco. Является лицензионным клоном Iveco TurboDaily.

## Первое поколение (Rival)
Автомобиль Zastava Rival впервые был представлен в 1981 году. Как и Iveco TurboDaily, автомобиль производился под видом шасси с одинарной или двойной кабиной, самосвала, бортового грузовика, фургона, микроавтобуса и автомобиля скорой помощи. Оснащён двигателем внутреннего сгорания Fiat 8140 объёмом 2445 см3, мощностью 72 л. с. при 4200 об/мин и крутящим моментом 147 Н*м при 2400 об/мин.

## Второе поколение (Turbo Rival)
Производство второго поколения Zastava Rival началось в 1990 году. В моторную гамму добавились двигатели Iveco 8140.43 и Iveco 8149.03 CNG.

## Военные модели
- Zastava Turbo Rival 40.12 HKWM (P1).
- Zastava Turbo Rival NTR 40.12 HKPKWM (P2).
- Zastava NTV 40.13 H.

## Галерея

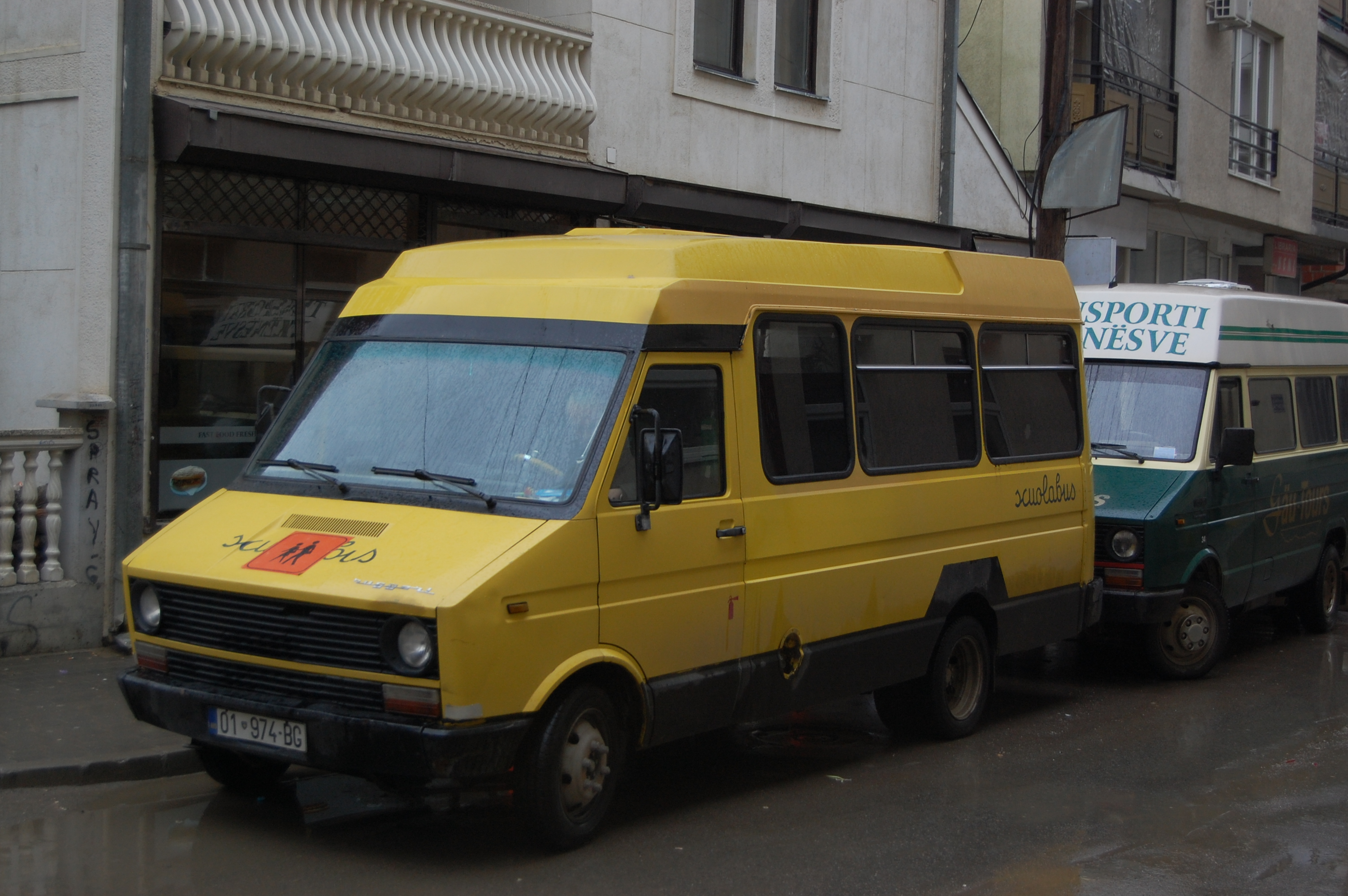
Автобусы Zastava Rival в Косово
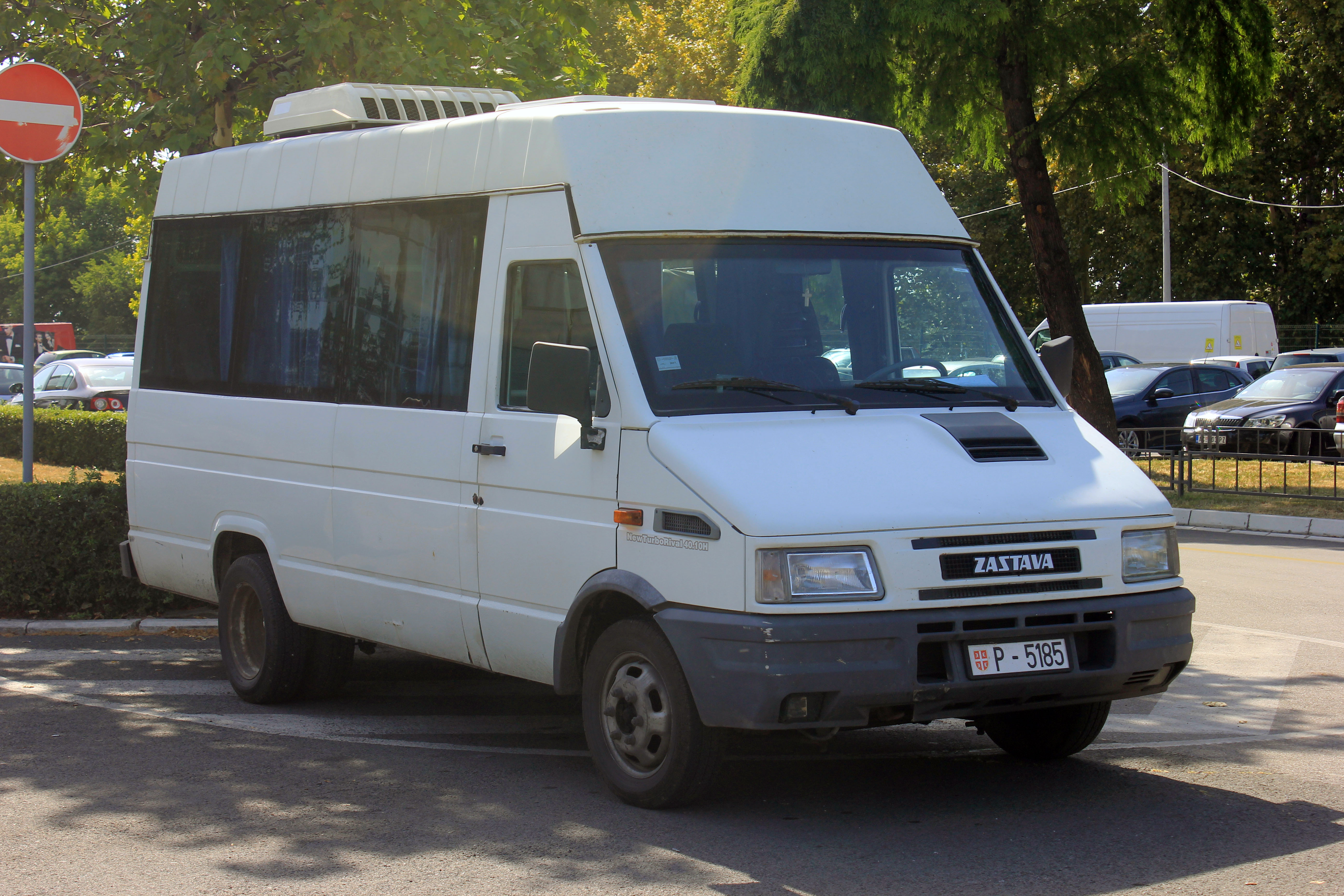
Автобус Zastava Turbo Rival Minibus 40.1H с колёсами от Iveco Daily третьего поколения
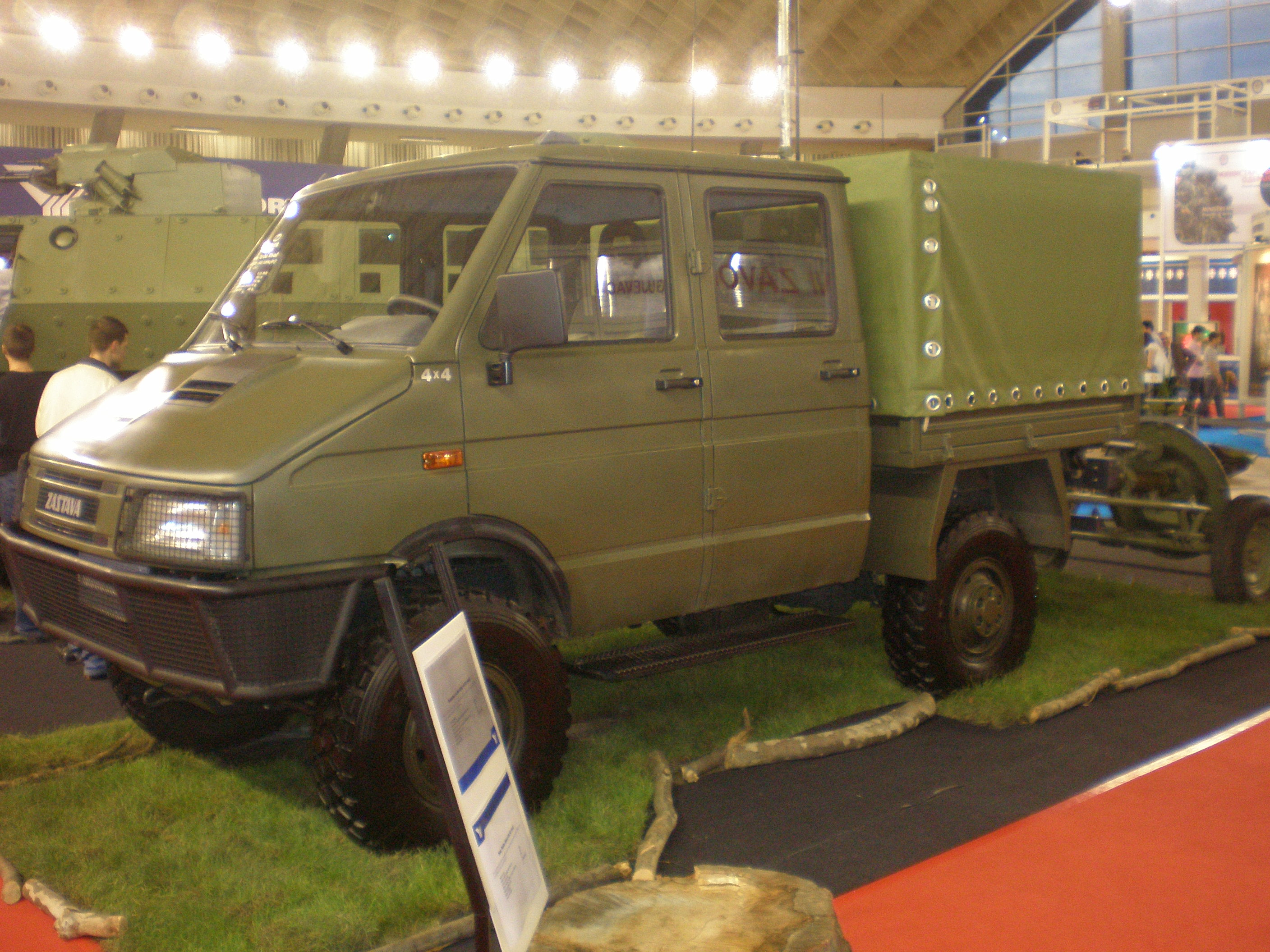
Армейский полноприводный Zastava Turbo Rival с двойной кабиной
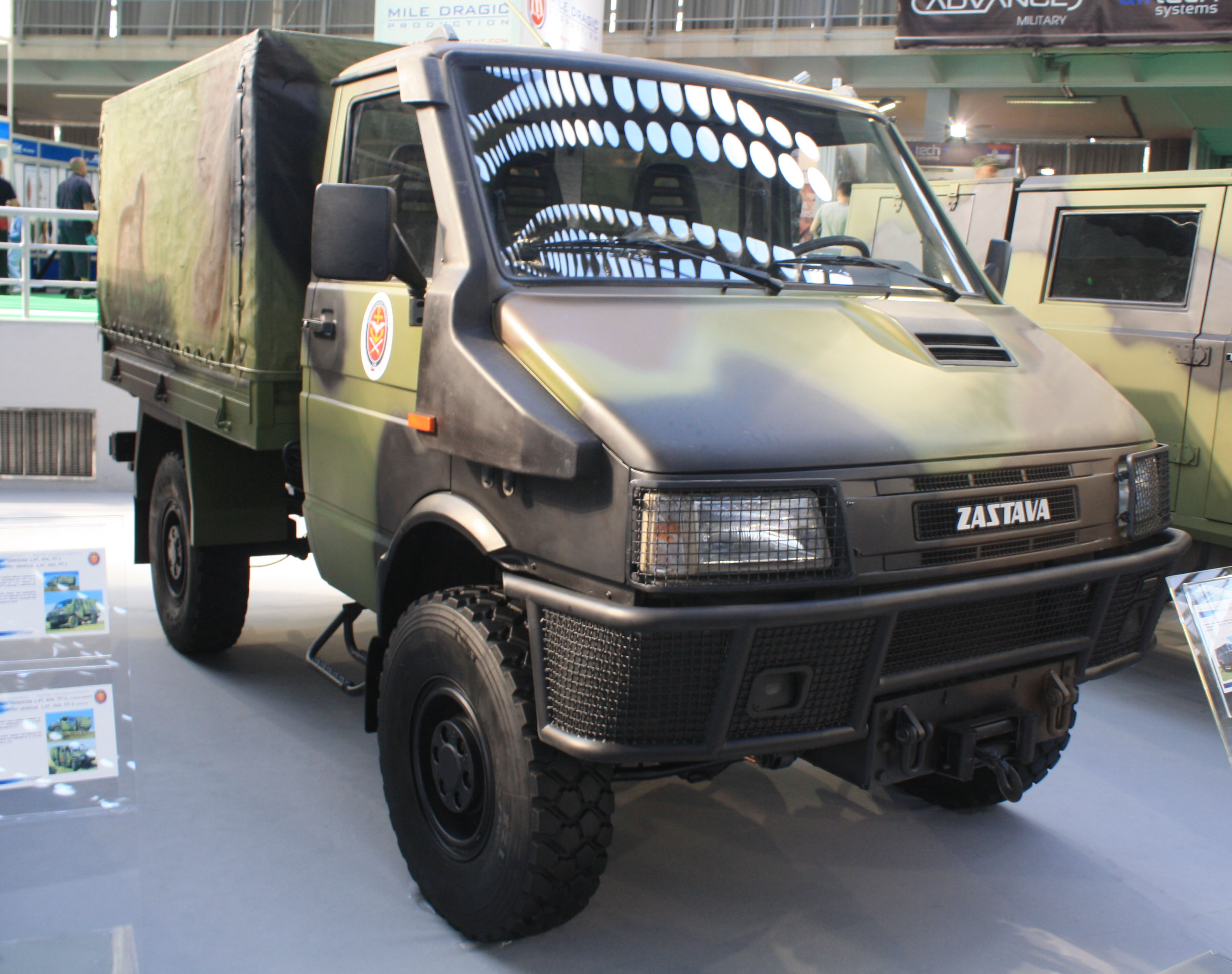
Zastava NTR 40.12 HKWM
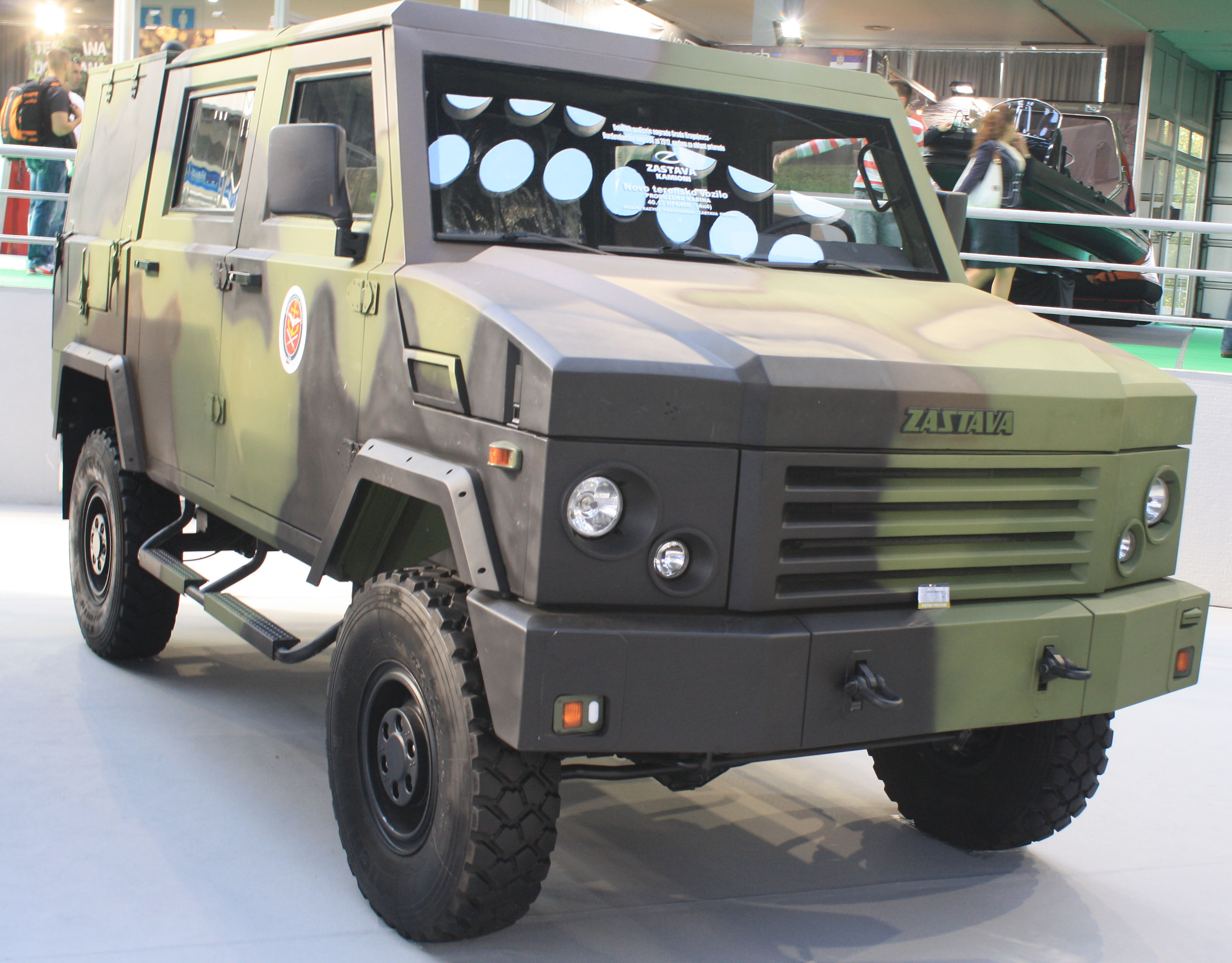
Zastava NTV 40.13